# Khawaja Zaka-ud-Din
Khawaja Zaka-ud-Din (ur. 27 października 1936 w Dźalandharze) – pakistański hokeista na trawie, medalista olimpijski. Teść Tauqira Dara, również hokeisty na trawie.
Grał jako napastnik. Brał udział w Letnich Igrzyskach Olimpijskich 1964, na których zdobył srebrny medal. Wystąpił w ośmiu spotkaniach, w których zdobył dwie bramki.
W latach 1958–1966 rozegrał w drużynie narodowej 56 spotkań, strzelając 26 goli. Zdobył medale igrzysk azjatyckich: złoto w 1958 i 1962 roku, oraz srebro w roku 1966.